# علی‌یار (ورزقان)
علی‌یار یکی از روستاهای استان آذربایجان شرقی است که در دهستان جوشین بخش خاروانا شهرستان ورزقان واقع شده‌است.